# Johann Wilhelm Hoffnas

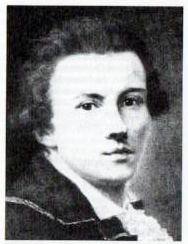
Johann Wilhelm Hoffnas

Johann Wilhelm Hoffnas, öfter auch Hofnas  (*  19. Juni 1727 in  Ahaus, Westfalen; † 16. August 1795 in Mannheim), war ein kurpfälzischer Hofmaler.

## Biografie
Er hieß eigentlich Hoff zum Ahaus, nannte sich aber selbst Hoffnas und ging bei einem Glasmaler in die Lehre. 1748 zog er nach Düsseldorf und brach 1753 nach Rom auf, wo er ein Schüler von Anton Raphael Mengs sowie von Lambert Krahe wurde.
Heimgekehrt nach Deutschland war Hoffnas ab 1760 für den Kurpfälzer Hof und Kurfürst Karl Theodor tätig. Dieser berief ihn 1773 als Lehrer an die Mannheimer Zeichnungsakademie und ernannte ihn 1777 zum Hofmaler. Johann Wilhelm Hoffnas war einer der begabtesten Porträtmaler seiner Epoche im kurpfälzischen Raum. Er starb 1795 in Mannheim.
Sein Sohn Lorenz Hoffnas (1772–1837) arbeitete als Miniaturmaler. Die Söhne Peter Hoffnas (1780–1819) sowie Ferdinand Wilhelm Hoffnas (1769–1844) waren bayerische Offiziere und betätigten sich nebenbei künstlerisch. Peter Hoffnas malte Miniaturen, Ferdinand Wilhelm Hoffnas wurde geadelt, stieg bis zum General auf und fertigte Schlachtenzeichnungen. Eine Schwiegertochter des Letzteren war die bekannte Dichterin Franziska von Hoffnaaß (1831–1892).

## Galerie von Bildern des Malers

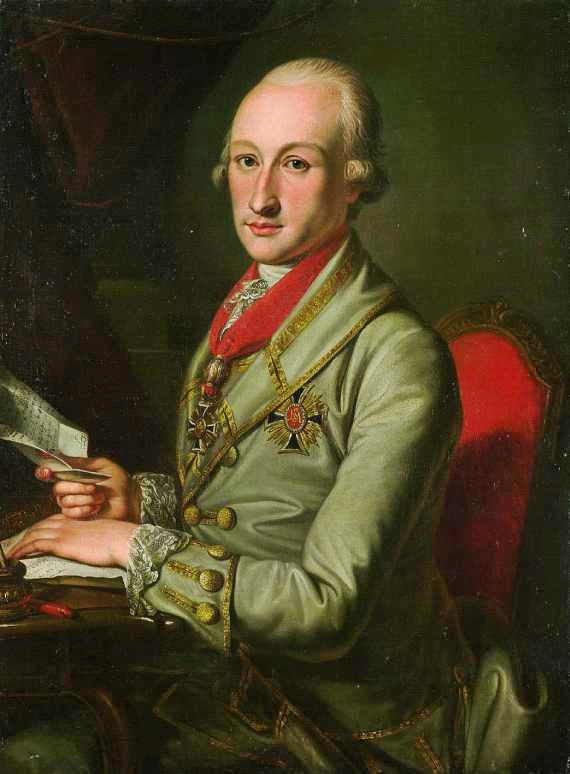
Unbezeichnetes Porträt, Mannheim, 1772 (vermutlich Stephan von Stengel, 1750–1822)
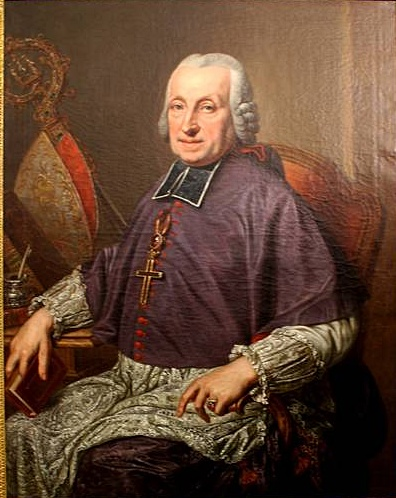
Weihbischof Stephan Alexander Würdtwein von Worms
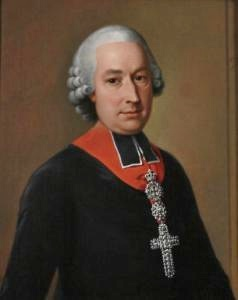
Friedrich Karl Joseph von Erthal, Erzbischof von Mainz
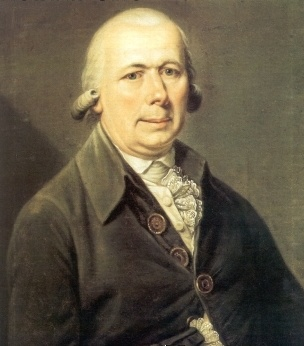
Ignaz Fränzl, Mannheimer Komponist
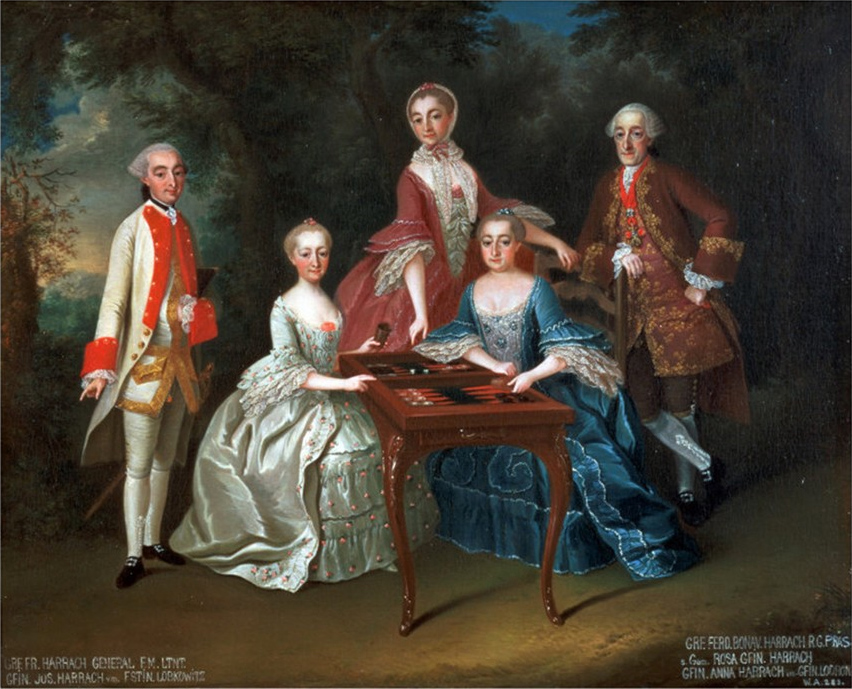
Ferdinand Bonaventura II. von Harrach und Familie
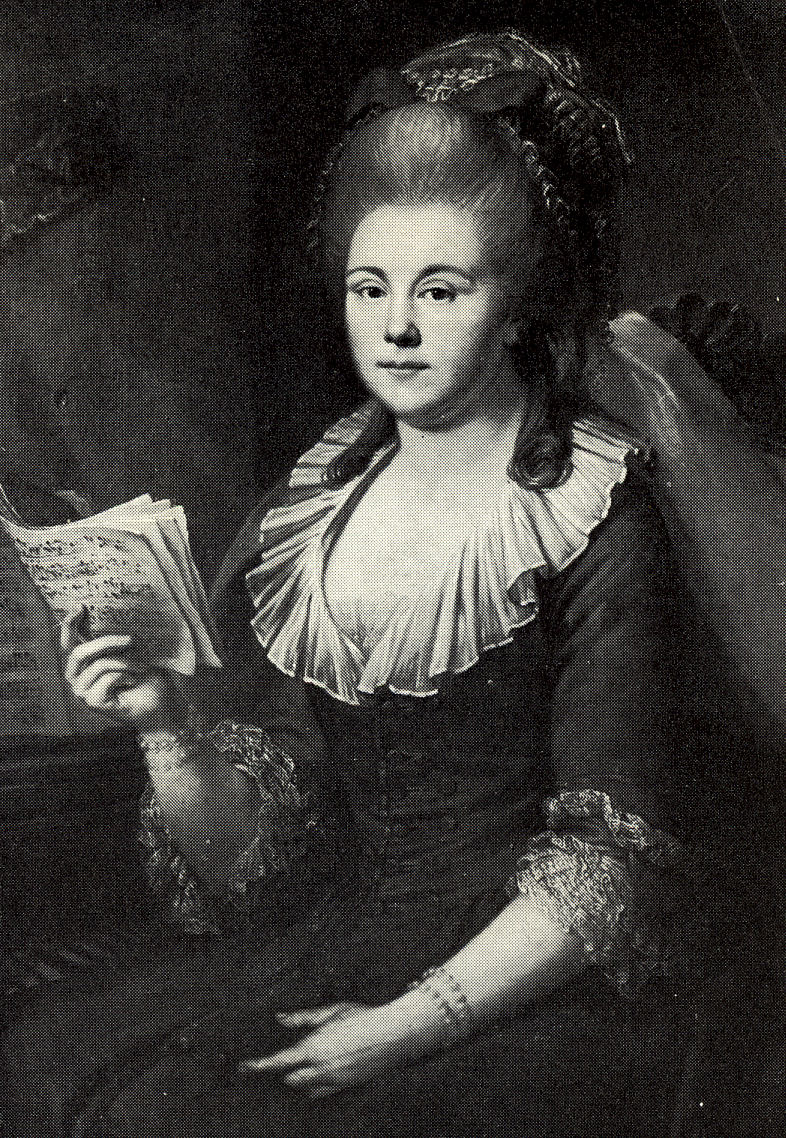
Josepha Seyffert, Geliebte von Kurfürst Karl Theodor, Ahnfrau des Adelsgeschlechtes von Bretzenheim
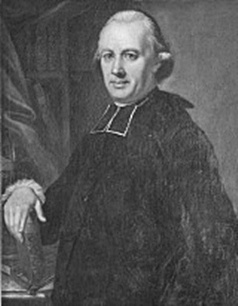
Unbezeichnetes Porträt eines Mannheimer Geistlichen. Entweder der Meteorologe Johann Jakob Hemmer (1733–1790) oder der Astronom Christian Mayer (1719–1783)